# Folke Sjöberg (tecknare)
Sven Bernhard Folke Sjöberg, född 24 januari 1927 i Uppsala, död 19 augusti 1973 i Barva församling i Eskilstuna kommun, var en svensk reklamtecknare och målare.
Han var son till statstjänstemannen Klaes Bernhard Sjöberg och Signe Elisabet Johansson och gift första gången 1947 med Lilian Elsy Nilsson. Sjöberg studerade vid Konstfackskolan i Stockholm 1942–1946 och var efter sina studier huvudsakligen verksam som reklamtecknare. Som konstnär medverkade han i utställningarna Länets konst på Örebro läns museum och Örebro läns konstförenings vårsalonger. Hans konst består av abstrakta kompositioner oftast utförda i olja. 